# Dipartimento di Nogoyá
Nogoyá è un dipartimento argentino, situato nella parte centrale della provincia di Entre Ríos, con capoluogo Nogoyá. Esso è stato istituito il 13 aprile 1849.

## Geografia fisica
Esso confina con i dipartimenti di Paraná, Villaguay, Tala, Gualeguay, Victoria e Diamante.

## Società

### Evoluzione demografica
Secondo il censimento del 2001, su un territorio di 4.282 km², la popolazione ammontava a 38.840 abitanti, con un aumento demografico del 4,32% rispetto al censimento del 1991.

## Amministrazione
Nel 2001 il dipartimento comprendeva:
- 4 comuni (municipios in spagnolo):
  - Lucas González
  - Nogoyá
  - Aranguren
  - Hernández
- 13 centri rurali (centros rurales de población in spagnolo):
  - Crucesitas Octava
  - Don Cristóbal Primero
  - Don Cristóbal Segundo
  - Justo José de Urquiza
  - Aldea San Miguel
  - Crucesitas Séptima
  - Crucesitas Tercera
  - Febre
  - Veinte de Setiembre
  - Betbeder
  - Distrito Chiqueros
  - Distrito Sauce
  - Laurencena